# AllviA
AllviA Connect Learning(이하 AllviA CL) 은 비상교육의 글로벌 통합 교육 플랫폼이다. 공식 홈페이지에 따르면 AllviA CL은 온·오프라인, 하이브리드 환경에서 사용 가능한 통합 교육 플랫폼으로, 화상 솔루션, 이러닝, 스마트 러닝 솔루션, LMS, AI의 기능을 갖추고 있다고 한다. 또한, 이 플랫폼을 통해 교사와 학생은 고품질의 교육 콘텐츠를 활용한 학습이 가능하며 다양한 교육 환경에서도 원활하게 사용할 수 있도록 설계되었다고 한다.

O 개발 배경
AllviA CL은 기술 발전으로 인한 지식의 폭발적 증가에 대응하기 위한 목적으로 개발되었다고 한다. 업체의 발표에 따르면, 20세기에는 지식의 양이 두 배로 늘어나는 데 평균 100년이 걸렸지만, 최근에는 약 12시간마다 지식이 두 배로 증가하고 있다는 분석도 있다. 이에 따라, 정기적인 교과서 개정이나 지역마다 상이한 교육 시스템만으로는 최신 지식을 반영하기 어려워졌고, 이를 보완하기 위한 에듀테크 플랫폼의 필요성이 대두되었다. 이러한 인식 아래 비상교육은 글로벌 학습자들을 위한 통합 교육 플랫폼인 AllviA CL을 구축했다고 한다.  
O 기능 및 구성
공식 홈페이지 및 발표에 따르면, AllviA CL은 다양한 학습 환경을 지원하며 다음과 같은 주요 기능을 제공한다. 
1. 화상 수업 솔루션: 수업 시간 알림, 출결 자동 체크, 시험 및 퀴즈 배포, 판서 기능 등을 포함한 실시간 화상 수업 도구를 제공한다. 수업 결과는 자동으로 LMS에 연동되어 실시간 학업 성과 관리와 피드백이 가능하며, PC와 모바일에서 모두 접근할 수 있다.
2. AI 기반 학습 도구 (AI Speak): 발음의 유창성, 발성, 속도, 강세, 음절 등 5가지 요소를 분석해 정량화하고, 학습자 맞춤 피드백을 제공한다. 또한 자유 대화 기능을 통해 실생활 주제에 대한 회화를 연습할 수 있으며, 개인화된 프롬프트를 통해 대화를 유도한다[2].
3. 이러닝 자동 생성 솔루션: 화상 수업 후 강의 내용을 자동으로 이러닝 콘텐츠로 생성해 복습에 활용할 수 있다. 이를 통해 학습자는 수업 전후 자기 주도 학습이 가능하다.
4. 맞춤형 학습관리시스템(LMS): 이용 기관마다 독립적인 사이트 운영이 가능하며, 대시보드, 학급 게시판, 증명서 발급 기능 등 학사 전반을 온라인으로 관리할 수 있다. 이 시스템은 온라인 공간에서 하나의 가상 학교처럼 기능하도록 설계되었다.
5. 스마트 러닝 콘텐츠: 미취학 아동용 영어 프로그램 Wings, 초등 영어 ELiF, Oxford Discover Series 등 다양한 K-12 영어·수학 콘텐츠가 탑재되어 있다. 또한 600여 개의 한국문화 영상이 포함된 한국어 학습 솔루션 Klass도 포함되어 있다. SaaS 구조를 통해 각국 고유의 교육 콘텐츠 탑재도 가능하다.  • Wings: 3~5세 미취학 아동을 위한 영어 학습 프로그램으로 파닉스 및 STEM 기반 콘텐츠를 포함한다[3].   • ELiF: 초등~중등(K-12) 대상 영어 프로그램으로, 주제 기반 학습(Theme-based Learning)과 멀티미디어 콘텐츠를 통해 몰입을 유도한다[4].    • Math Alive: 수학 개념 이해와 문제 해결 능력 향상을 위한 프로그램으로 구성된다[5].
6. 모바일 앱: AllviA CL은 전용 모바일 앱을 통해 화상 수업 참여, 콘텐츠 상호작용, 과제 제출, 스케줄 확인 등 다양한 기능을 제공하며, 모바일 기기에서도 모든 기능을 동일하게 이용할 수 있도록 최적화되어 있다.

O 교수법: 플립드 러닝 (Flipped Learning)
에듀테크 플랫폼을 도입할 때는 기존의 교실 중심의 교수법과 다른 교수법을 채택할 필요가 있다. AllviA CL은 산업 시대 단방향 주입식 교육 방식에서 벗어나 에듀테크를 활용해 학습 효율을 극대화하고 데이터를 기반으로 맞춤형·쌍방향 교육을 구현하기 위해, Digital Pedagogy의 핵심 교수법 중 하나인 플립드 러닝을 도입했다고 한다. 플립드 러닝의 수업 단계는 학생들이 수업 전 이러닝을 통해 개념을 학습하고, 수업 중 토론과 실습 활동을 중심으로 상호작용 및 개념 적용 강화하고, 수업 후에는 AI를 활용하여 학생의 몰입도를 높이도록 구성되어 있다. 이를 통해, 학생들의 학습 효율을 극대화하는 동시에 학습자 중심의 능동적 학습 환경을 조성할 수 있다. 

O 운영 현황
비상교육은 2024년 12월 베트남 교육 기업 사올라 홀딩스와 엘리프(ELiF) 모듈을 탑재한 'AllviA CL'의 공급 계약을 체결했다. 해당 베트남 공급을 시작으로 2025년 3월에는‘캄보디아 밀레니엄 에듀케이션(Cambodia Millennium Education)’과 영어 교육 프로그램 ‘엘리프(ELiF)’ 수출 계약을 체결했다.  비상교육은 AllviA CL 플랫폼의 해외 시장 진출을 본격화하고 있다고 밝혔다. 